# 응우옌푹미엔꾸언
응우옌푹미엔꾸언(베트남어: Nguyễn Phúc Miên Quần/Nguyễn Phúc Miên Quân / 阮福綿宭 완복면군, 1828년 8월 31일 ~ 1863년 8월 17일)은 응우옌 왕조의 황족이다. 민망 황제의 40번째 아들로, 생모는 현비(賢妃) 응오티찐(吳氏政)이다.

## 생애
민망 9년 9월 21일(1828년 8월 31일), 후에 황성에서 출생하였다.
민망 21년(1840년) 정월, 화국공(베트남어: Hòa Quốc Công / 和國公)에 봉해졌다.
뜨득 16년 7월 초사일(1863년 8월 17일), 사망하니 향년 36세였다. 시호를 '돈윤(敦允)으로 하였고, 승천부(承天府) 향수현(香水縣) 거정총월표사(居正總月瓢社)에 장사지냈다. 향수현 거정총경록사(居正總慶祿社)에 사당을 세워 제사를 지냈다.

## 자녀
응우옌푹미엔꾸언은 아들 6명과 딸 5명을 두었다. 후예들은 추(隹) 자부(字部)를 하사받고 그에 따라 이름을 지었다.

### 아들
- 첫째 응우옌푹홍쭈언(阮福洪準) - 화향후(和鄕侯)를 습봉하였다.
  - 손자 응우옌푹응니(阮福膺𨾿) - 조국경(助國卿)을 습봉하였다.

## 참고 문헌
- 《완복족세보(阮福族世譜)》
- 《대남식록》정편(正編) 열전2집(列傳二集) 권7(卷七)